# 高久由莉香
高久 由莉香（たかく ゆりか、1986年11月26日 - ）は、栃木県出身の元グラビアアイドル。エクセルヒューマンエイジェンシーに所属していた。
※IRIDE所属以前は、「高久ゆりか」の表記で活動していた。
過去の所属事務所は、IRIDE（- 2009年9月30日）、エヌフォースプロモーション（2006年9月1日 -）、トップロード（- 2006年8月）。
愛称は、「ゆりぃか」。ちなみに愛称は、TOSHIKI×ジョニーの やってみるか!の番組内で公募により決定した。
特技は、手話、幽体離脱、書道。幽霊が見えるため、塩を持ち歩いている。
グラビア、イメージビデオ、撮影会など幅広く活動していたが、2011年10月17日（所属事務所との契約満了日）をもって芸能界を引退した。

## 来歴
- 2009年9月30日、IRIDEを退社。
- 2009年10月、エクセルヒューマンエイジェンシーに所属。
- 2009年10月6日、TOSHIKI×ジョニーの やってみるか!に、同事務所の沢井彩華と共にアシスタントとしてレギュラーメンバーに加わる。
- 2009年11月9日、ブログタイトルが「由莉香の雨上がりの空に…」から「高久由莉香のMy Juicy Pie!」に変更される。

## 出演

### TV
- 1億人の大質問!?笑ってコラえて!（日本テレビ）
- スリルな夜（第8話・9話、フジテレビ）
- アイドルコロシアム（MONDO21）
- ミュージックアイドルバトル（スカパー!）
- スポーツ・アイESPN（スカパー!300ch）
- ゼペックオンライン（テレビ東京）
- 恋のから騒ぎ　高校生スペシャル（日本テレビ）
- アイアイタイフーン（テレビ東京）
- 泉ピン子のウィークエンダーリターンズ2006（日本テレビ）
- ANDY（おねだりシスターズレギュラー）
- ファンタメTV（MX・テレビ愛知）
- 女の幸せ大救出SP（テレビ大阪）

### イメージDVD
- 妄想劇場（2006年）
- Meet The Girl（2006年）
- アイドルコロシアム（2007年）
- そらタカク（2010年4月28日）

### デジタルメディア
- GIRLS TRAIN 動画付写真集 No.069 高久由莉香[CD-R]（2009年4月20日）
- GIRLS TRAIN 動画付写真集 No.123 高久由莉香[CD-R]（2009年6月5日）
- GIRLS TRAIN 動画付写真集 No.273 高久由莉香[CD-R]（2009年12月）

### 舞台
- おとし屋〜seductresses〜

### Vシネマ
- 消しゴム屋
- 闇の帝王
- アルカポネ

### Web TV
- TOSHIKI×ジョニーのやってみるか!（あっ!とおどろく放送局 - 2009年10月7日-12月23日）
- GIRLS TRAIN（2009年、あっ!とおどろく放送局）
- 私立ソイジョイ学園（2009年、GyaO）
- 葉山綾の気ままにランジェリー（2009年、あっ!とおどろく放送局）

### CM
- ロッテ「coolish」
- スパリバプール横浜